# Wilder Streik

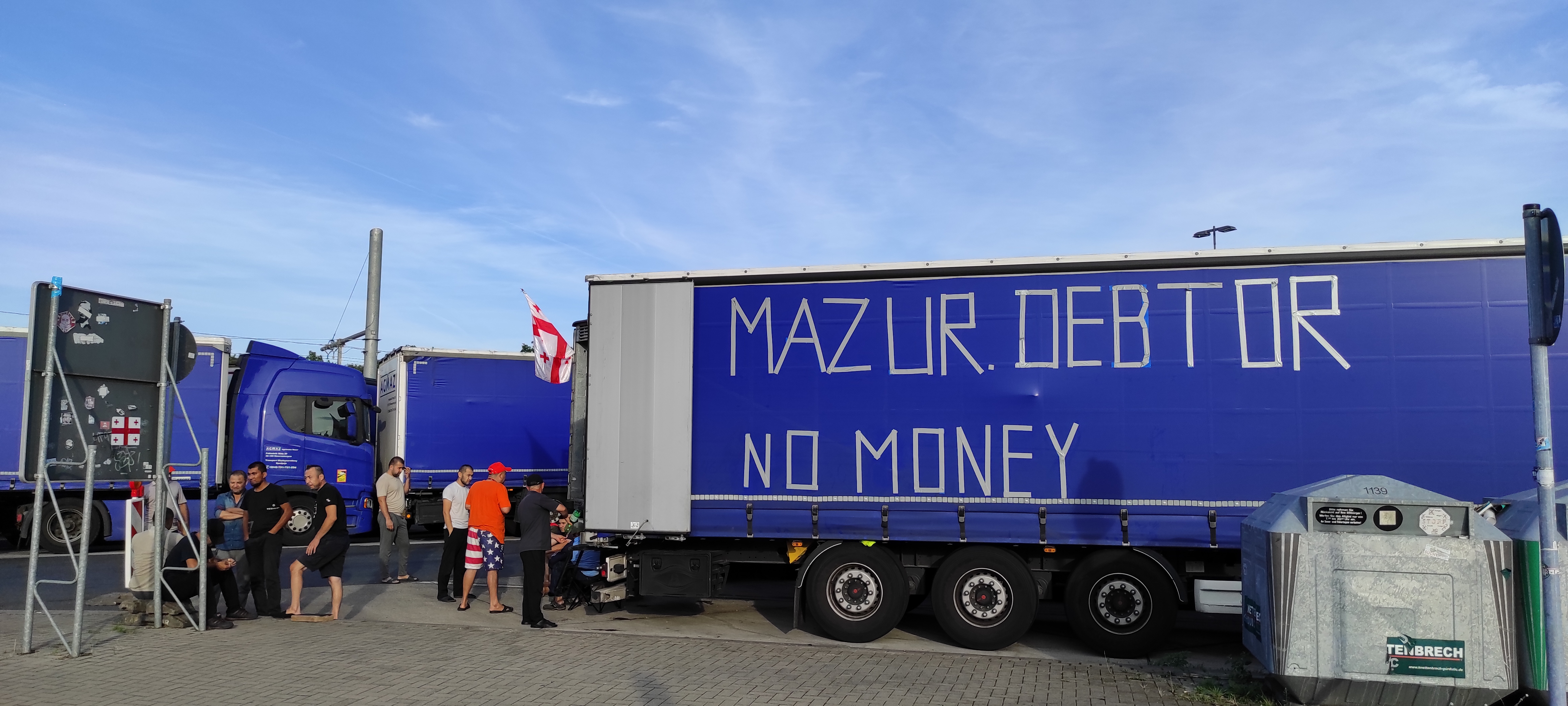
Lkw-Fahrer-Streik an A5 in Gräfenhausen (Juli 2023)

Ausstellung zu den Wilden Streiks von 1973 vor dem Historischem Museum Bielefeld 2025

Als wilder Streik wird eine kollektive Arbeitsniederlegung einer Belegschaft bezeichnet, die unabhängig von Gewerkschaften einen Arbeitskampf führt. Als Mittel im Arbeitskampf sind Wilde Streiks fester Bestandteil vieler sozialrevolutionärer Bewegungen.

## Beispiele
Der größte wilde Streik in der neueren europäischen Geschichte war der Mai 1968 in Frankreich. Besonders viele wilde Streiks gab es auch in Italien am Ende der 1960er und in den 1970ern. In Italien entstand damals die Theorie des Operaismus und es wurde der Begriff der Arbeiterautonomie geprägt. Im anglo-amerikanischen Raum wird ein wilder Streik als wildcat strike bezeichnet. Diese Bezeichnung wurde manchmal auch in Deutschland verwendet. Von den Anhängern dieser Kampfform werden wilde Streiks als Mittel und Ausdruck der Selbstorganisierung der Streikenden gesehen. Auch Anfang der 1920er Jahre, in der Weimarer Republik und in der BRD, im September 1969, gab es eine Welle wilder Streiks. Am 2. September 1969, ursprünglich als betrieblicher Konflikt in der Dortmunder Westfalenhütte mit 5.000 Werktätigen begonnen, stieg die Anzahl der Streikenden bis zum 9. September 1969 auf 140.000 in 69 Betrieben an.
Im August 1973 streikten hauptsächlich türkische Arbeitnehmer im Kölner Werk des Autoherstellers Ford (Wilder Streik bei Ford 1973). Es war der erste größere Arbeitskampf in Deutschland, der von Arbeitsmigranten geführt wurde und mit einer Betriebsbesetzung einherging. Der Streik endete jedoch mit einer Niederlage, da der Betriebsrat und die IG Metall den Streik nicht unterstützten und die Streikenden sich der – auch körperlich ausgetragenen – Feindschaft der deutschen Belegschaft ausgesetzt sahen.
Am 3. Dezember 2010 meldeten sich über 90 % aller spanischen Fluglotsen krank oder erschienen unangemeldet nicht zur Arbeit. Daraufhin brach der gesamte Flugverkehr über Spanien zusammen.
Im Oktober 2021 traten die Fahrer des Lebensmittellieferanten Gorillas in einen wilden Streik, auch da das Unternehmen im Verdacht steht, gewerkschaftliche Organisation zu unterbinden. Das Unternehmen reagierte mit fristlosen Kündigungen. Klagen der Arbeitenden gegen diese Kündigungen blieben erfolglos.
Im Frühjahr 2023 streikten LKW-Fahrer der polnischen Speditionsgruppe Mazur über mehrere Wochen an der Raststätte Gräfenhausen, da sie teils seit Monaten keinen Lohn mehr erhielten. Auch weitere Verstöße waren bekannt, so sei Arbeitszeit an Sonntagen generell nicht entlohnt worden. Am Karfreitag versuchte eine paramilitärische Gruppe, die LKWs Streikbrechern zu übergeben, die Polizei schritt ein und nahm die Schläger in Gewahrsam. Da die Kunden des Spediteurs mit Vertragsstrafen drohten, wurde schlussendlich nachgegeben und die ausstehenden Löhne gezahlt. Außerdem wurde die Klage wegen Unterschlagung gegen die Fahrer zurückgezogen. Die aus Georgien, Tadschikistan, Usbekistan, Kirgisistan stammenden Fahren verdienen nach eigenen Angaben nur etwa 80 Euro als Selbständige pro Tag und liegen damit weit unter dem gesetzlichen Mindestlohn in Deutschland. Sie wurden von den deutschen Gewerkschaften und der katholischen Betriebsseelsorge unterstützt. Neben dem Druck aus den Lieferketten und Schadenersatzforderungen von Auftraggebern wegen fehlender Produktionsteile war das neue Lieferkettensorgfaltspflichtengesetz nützlich, um die Auftraggeber von Warentransporten in die Pflicht zu nehmen.

Die wilde Katze (wildcat) als frühes Symbol und anglophones Synonym für einen wilden Streik

## Die Rolle der Gewerkschaften
Wilde Streiks werden häufig nicht nur von den Unternehmen, sondern auch von den Gewerkschaften als Bedrohung empfunden, da sie sich wenigstens tendenziell der Kontrolle der Gewerkschaftsbürokratien entziehen. Sie werden deshalb auch als selbständige Streiks bezeichnet. Ausnahme sind Basisgewerkschaften wie die Industrial Workers of the World (IWW).
Kritiker des in Deutschland geltenden Verbots wilder Streiks betonen, dass Arbeitenden nur die Möglichkeit von wilden Streiks bleibe, wenn Gewerkschaften nicht präsent sind oder bestehende Probleme ignorieren.

## Rechtliche Aspekte in der Bundesrepublik Deutschland
Ein Streik, der ohne vorherigen Aufruf durch die Gewerkschaft erfolgt, ist nach geltender, aber umstrittener, deutscher Rechtsauffassung rechtswidrig, da er von keiner tariffähigen Partei geführt wird. Es handelt sich in solch einem Fall um eine bloße Arbeitsverweigerung, gegen die der Arbeitgeber individualrechtlich vorgehen kann (Abmahnung, Kündigung). Allerdings kann nach dem Bundesarbeitsgericht die Gewerkschaft einen solchen Streik nachträglich übernehmen und somit rechtfertigen.
Das Landesarbeitsgericht Berlin-Brandenburg hat, anders als die Vorinstanz, die fristlose Kündigung von Mitarbeitern des Essenlieferdienstes „Gorillas“, die in einen solchen wilden Streik getreten waren, 2023 für wirksam erklärt und Revision zum Bundesarbeitsgericht nicht zugelassen. Die gekündigten Mitarbeiter beabsichtigen, alle noch verfügbaren Rechtsbehelfe auszuschöpfen.

## Zitat
„Heute sind die wilden Streiks die einzigen wirklichen Klassenkämpfe der Arbeiter gegen den Kapitalismus.“ (Anton Pannekoek, 1947)

### Originaltexte aus Streikbewegungen
- Ratgeb (das ist Raoul Vaneigem): Vom wilden Streik zur generalisierten Selbstverwaltung. MAD Verlag, Hamburg 1975.
- Revolutionsbräuhof (Hrsg.): Dranbleiben – einmal klappts bestimmt. Strategie und Taktik für den Betriebskampf. Edition Revolutionsbräuhof, Wien 1996.

Periodika
- Die Zeitschrift Wildcat, ehem. Karlsruher Stadtzeitung

### Sekundärliteratur
Länderübergreifend
- Linke Betriebsintervention, wilde Streiks und operaistische Politik 1968 bis 1988, Sonderheft der Zeitschrift Arbeit – Bewegung – Geschichte. Zeitschrift für historische Studien, Heft I/2016; ISBN 978-3-86331-281-7.

Deutschland
- Peter Birke: Wilde Streiks im Wirtschaftswunder: Arbeitskämpfe, Gewerkschaften und soziale Bewegungen in der Bundesrepublik und Dänemark. Campus, Frankfurt am Main / New York 2007, ISBN 3-593-38444-2.
- Linke Betriebsintervention, wilde Streiks und operaistische Politik 1968 bis 1988, Sonderheft der Zeitschrift Arbeit – Bewegung – Geschichte. Zeitschrift für historische Studien, Heft I/2016; ISBN 978-3-86331-281-7.
- Dieter Braeg (Hrsg.): Wilder Streik – Der Streik der Arbeiterinnen bei Pierung in Neuss 1973. Berlin 2012, ISBN 978-3-00-039904-6 mit DVD des Films „Ihr Kampf ist unser Kampf“
- mit Nuria Cafaro, Bernd Hüttner, Caner Tekin (Hrsg.): Gelingende und misslingende Solidarisierungen. Spontane Streiks in Westdeutschland um 1973, luxemburg beiträge, Band 18, Berlin 2023 frei zugängliche PDF

Österreich
- Ferdinand Karlhofer: „Wilde“ Streiks in Österreich : Entstehungs- und Verlaufsbedingungen industrieller Konflikte in den siebziger Jahren. Böhlau, Wien/Köln 1983, ISBN 3-205-07076-3.

Niederlande
- Anton Pannekoek: Arbeiterräte. Texte zur sozialen Revolution. Germinal Verlag, Fernwald (Annerod) 2008, ISBN 978-3-88663-490-3.

Dänemark
- Peter Birke: Wilde Streiks in „goldenen Zeiten“. Arbeitskämpfe in der dänischen Industrie der 1960er-Jahre. In: Jahrbuch für Forschungen zur Geschichte der Arbeiterbewegung, Heft I/2009.
- Peter Birke: Wilde Streiks im Wirtschaftswunder: Arbeitskämpfe, Gewerkschaften und soziale Bewegungen in der Bundesrepublik und Dänemark. Campus, Frankfurt am Main / New York 2007, ISBN 3-593-38444-2.

Frankreich
- Xavier Vigna: L’insubordination ouvrière dans les années 68. Essai d’histoire politique des usines. PU, Rennes 2007.

Italien
- Nanni Balestrini, Primo Moroni: Die goldene Horde: Arbeiterautonomie, Jugendrevolte und bewaffneter Kampf in Italien. 2. Auflage, Assoziation a, 2002, ISBN 3-935936-08-7.

Vereinigte Staaten
- Giesela Bock: Die andere Arbeiterbewegung in den USA von 1909 bis 1922. Die Industrial Workers of the World. München 1976.
- Jeremy Brecher: Streiks und Arbeiterrevolten. Amerikanische Arbeiterbewegung 1877–1970. Frankfurt am Main 1975.
- Bertrand Russell: Die syndikalistische Revolte. In: B. Russell: Wege zur Freiheit. Sozialismus, Anarchismus, Syndikalismus, Frankfurt am Main 1971 (Erstveröffentlichung 1918).

Hong Kong
- John Cooper: Colony in conflict : the Hong Kong disturbances, May 1967 – January 1968. Swindon Book, Hong Kong 1970.

### Zeitdokument
- Titelgeschichte: Wilde Streiks – Lohnpolitik auf eigene Faust. In: Der Spiegel 36/1973. 3. September 1973.

## Filme
- Coup par coup, Frankreich /BRD, 1971 – Regie: Marin Karmitz – Dokumentarischer Spielfilm über einen wilden Streik, in dem Arbeiterinnen sich selbst spielen
- Les Lip. L’imagination au pouvoir, Frankreich 2007, Regie: Christian Rouaud, Dokumentarfilm, 118 mn, Les films du paradoxe